# Granát Balázs
Granát Balázs (Győr, 1985. május 24. –) magyar labdarúgó, edző.

## Pályafutása
A junior éveit Győrzámolyon és Héderváron töltötte, de a tehetségére hamar felfigyeltek a Győri ETO FC csapatánál. A Kaposvár elleni  élvonalbeli mérkőzésén két gólt és két gólpasszt jegyzett. 2007-ben szerepelt a Gyirmótnál kölcsönben és 14 meccsen 6 gólt szerzett. 2008-ban a Nyíregyházának, 2009-ben pedig a Lombard Pápának adták kölcsön. 2009 júliusában kétéves szerződést írt alá a Veszprém megyei csapathoz. Csak egy szezont töltött el itt, mert 2010 augusztusában közös megegyezéssel felbontotta a szerződését. 2010 őszén a DVTK csapatához szerződött, de 2011 nyarán családi okokra hivatkozva szerződést bontott a klubbal.

## Sikerei, díjai
Győri ETO
- Magyar bajnokság bronzérmes: 2007–08

 Diósgyőri VTK
- Magyar másodosztály aranyérmes: 2010–11